# Anna Sprung
Anna Sprung (ursprünglich russisch Анна Филипповна Волкова/Anna Filippowna Wolkowa; * 16. Mai 1975 in Jelisowo, Region Kamtschatka) ist eine ehemalige russisch-österreichische Biathletin.

## Werdegang
Anna Sprung fing mit dem Biathlonsport 1989 an und gewann als Juniorin vier Weltmeistertitel. Ihre Weltcup-Karriere begann beim Auftakt der Saison 1996/97 im Biathlon-Weltcup in Lillehammer. Die Russin war auf Anhieb sehr erfolgreich: Nach Platz 25 im Sprint erreichte sie den 18. Platz in der Verfolgung. Schon das nächste Rennen, ein Einzel in Östersund, gewann Sprung. Die folgende Saison wurde die insgesamt erfolgreichste für Sprung, damals noch unter ihrem Geburtsnamen Wolkowa. Sie hatte ihren einzigen Einsatz bei Olympischen Winterspielen 1998 in Nagano, dort belegte im Sprint Platz 44. Beim 1998 letztmals ausgetragenen Mannschaftswettbewerb wurde Sprung mit der russischen Mannschaft Weltmeisterin. Schon bei den Biathlon-Weltmeisterschaften 1997 in Osrblie hatte sie sich mit der Mannschaft die Silbermedaille sichern können, außerdem wurde sie im Einzel Sechste, 1999 am Holmenkollen Fünfte. Bis 1999 startete sie für die russische Nationalmannschaft, konnte sich danach aber nicht mehr für das Team qualifizieren.
Deshalb wechselte Sprung ihre Nationalität und startete ab 2001 für Österreich. Sie konnte jedoch nicht mehr an die alten Erfolge anknüpfen, was nicht zuletzt auch an der mangelnden Konkurrenz im eigenen Team lag. Zwischen 2003 und 2005 nahm Sprung für Österreich an den Weltmeisterschaften teil, kam jedoch nie über Platzierungen jenseits der Top 20 hinaus. Sie war die gesamten Jahre über die einzige österreichische Biathletin, die regelmäßig im Weltcup und an Weltmeisterschaften teilnahm. Nach der Saison 2004/05 beendete sie ihre Karriere.

## Biathlon-Weltcup-Platzierungen
Die Tabelle zeigt alle Platzierungen (je nach Austragungsjahr einschließlich Olympische Spiele und Weltmeisterschaften).
- 1.–3. Platz: Anzahl der Podiumsplatzierungen
- Top 10: Anzahl der Platzierungen unter den ersten zehn (einschließlich Podium)
- Punkteränge: Anzahl der Platzierungen innerhalb der Punkteränge (einschließlich Podium und Top 10)
- Starts: Anzahl gelaufener Rennen in der jeweiligen Disziplin

| Platzierung              | Einzel | Sprint | Verfolgung | Massenstart | Team | Staffel | Gesamt |
| ------------------------ | ------ | ------ | ---------- | ----------- | ---- | ------- | ------ |
| 1. Platz                 | 1      |        |            | 1           | 1    | 3       | 6      |
| 2. Platz                 |        |        |            |             | 1    | 2       | 3      |
| 3. Platz                 | 1      |        |            |             |      | 3       | 4      |
| Top 10                   | 5      | 4      | 2          | 1           | 1    | 8       | 21     |
| Punkteränge              | 7      | 25     | 16         | 2           | 2    | 8       | 60     |
| Starts                   | 21     | 52     | 39         | 2           | 2    | 8       | 124    |
| Stand: nach Karriereende |        |        |            |             |      |         |        |